# Lennie Merullo
Leonard Richard « Lennie » Merullo (né le 5 mai 1917 à Boston, Massachusetts, États-Unis et mort le 30 mai 2015 à Reading, Massachusetts, États-Unis) est un ancien joueur d'arrêt-court de la Ligue majeure de baseball qui évolue de 1941 à 1947 pour les Cubs de Chicago.
Dernier joueur survivant des Cubs à avoir joué dans une Série mondiale (en 1945), Lennie Merullo était le grand-père d'un autre ancien joueur de baseball professionnel, Matt Merullo, qui a principalement évolué pour les White Sox de Chicago.

## Biographie
Mis sous contrat à l'âge de 17 ans par les Cubs de Chicago, il fait ses débuts dans le baseball majeur à 24 ans et dispute sur 7 saisons ses 639 matchs en carrière avec cette équipe. Il affiche ses meilleures performances à l'attaque à sa première saison complète en 1942, avec 132 coups sûrs, 53 points marqués, 37 points produits, 14 buts volés et une moyenne au bâton de ,256 en 143 matchs. Le 13 septembre 1942, dans le second match d'un programme double contre les Braves de Boston, Merullo établit un record de l'ère moderne du baseball en commettant 4 erreurs en défensive à l'arrêt-court dans une même manche. Soulevant régulièrement l'ire des partisans des Cubs, il commet 172 erreurs en 601 matchs joués en carrière à l'arrêt-court. Il commet 42 erreurs en 143 matchs au cours de la seule saison 1942, et mène les joueurs d'arrêt-court de la Ligue nationale avec 29 erreurs en 1947. En 1942, Merullo mène le baseball majeur avec 22 coups sacrifices, à égalité avec Johnny Pesky des Red Sox de Boston.
Sur l'ensemble de sa carrière dans les majeures, Merullo réussit 497 coups sûrs, dont 92 doubles, 8 triples et 6 circuits, accumule un total de 191 points marqués, 152 points produits et 38 vols de buts, en plus d'afficher une moyenne au bâton de ,240.
Il entre en jeu dans 3 matchs de la Série mondiale 1945, perdue par les Cubs face aux Tigers de Détroit.
Après sa retraite sportive en 1947, il est pendant plus de 50 ans dépisteur pour les Cubs de Chicago.
Le 7 juin 2014, il est à l'âge de 97 ans parmi les invités d'honneur lors de célébrations du centenaire du Wrigley Field de Chicago, le stade des Cubs. Il délaisse son fauteuil roulant pour cheminer, avec l'aide d'une marchette, vers le monticule du lanceur et effectue le lancer protocolaire d'avant-match. À la pause de la septième manche, il entonne le traditionnel Take Me Out to the Ball Game.
Lennie Merullo s'éteint le 31 mai 2015 à l'âge de 98 ans. Avec lui disparaît le dernier Cub à avoir joué dans une Série mondiale, la franchise malheureuse n'ayant pas participé à la grande finale du baseball majeur depuis 70 ans. Il était depuis la mort de son ancien coéquipier Andy Pafko en octobre 2013 l'ex-joueur des Cubs le plus âgé.